# オリヴァーディ
オリヴァーディ（イタリア語: Olivadi）は、イタリア共和国カラブリア州カタンザーロ県にある、人口約500人の基礎自治体（コムーネ）。

## 地理

### 位置・広がり

#### 隣接コムーネ
隣接するコムーネは以下の通り。
- チェナーディ
- チェントラケ
- ペトリッツィ
- サン・ヴィート・スッロ・イオーニオ
- ヴァッレフィオリータ